# Philobrya pinctada
Philobrya pinctada is een tweekleppigensoort uit de familie van de Philobryidae. De wetenschappelijke naam van de soort is voor het eerst geldig gepubliceerd in 1930 door Finlay.